# Медем, Николай Васильевич
Барон Николай Васильевич Медем (нем. Karl Woldemar Nikolai Freiherr von Medem; 1798 — 25 февраля (8 марта) 1870) — генерал от артиллерии, профессор Императорской Николаевской военной академии, председатель Главного военно-учёного комитета.

## Биография
Родился в 1798 году в прибалтийском дворянском роде фон Медем. Его отец, барон Вильгельм Готгард фон Медем, получил на правах майората имение Берёзка близ Пскова, а также два имения в Ковенской губернии.
Начал службу в 1813 году юнкером в гвардейской конной артиллерии и в её рядах участвовал в Заграничных кампаниях 1813—1814 годов, сражался в Битве народов под Лейпцигом, Бриенн-ле-Шато, Арси-сюр-Об и при Фершампенуазе, причём за последнее сражение получил знак отличия Военного ордена, а за последующее отличие под Парижем произведён в прапорщики.
В 1823 году в чине штабс-капитана Медем был прикомандирован к артиллерийскому училищу для преподавания военных наук, в 1826 году произведён в полковники и назначен инспектором классов этого училища. 1 июля 1832 года, при основании Императорской Николаевской военной академии, назначается профессором сперва тактики и истории военного искусства, а с 1 ноября 1833 года — становится профессором по кафедре стратегии, истории военных походов и военной литературы.
В том же 1833 году Медем был произведён в генерал-майоры; в 1834 году назначен состоять для поручений при главном директоре Пажеского и кадетских корпусов, а также непременным членом Николаевской военной академии. С 1838 по 1840 год Медем совместно с О. И. Сенковским редактировал «Военную библиотеку» в шести томах.
В 1845 году произведён в генерал-лейтенанты, в 1848—1858 годах состоял председателем военно-цензурного комитета; в 1858—1860 годах находился в заграничной командировке с целью составления описания военно-учебных заведений Европы; в 1860—1862 годах состоял членом Главного управления цензуры и председателем Санкт-Петербургского цензорского комитета (до 8 марта 1862); в период 16.03.1862—01.09.1865 был членом совета министра внутренних дел по делам книгопечатания. В 1864 году произведён в генералы от артиллерии и назначен председателем Главного военно-учёного комитета. Кроме того, он одновременно занимал должность главного наблюдателя за преподаванием военных наук в военно-учебных заведениях Российской империи.
Похоронен, как и позже его жена, в пещерах Псково-Печерского монастыря.

## Награды
Российской империи:
- Знак отличия военного ордена (1814[2], под № 21686[3])
- Медаль «За взятие Парижа» (1814)[3]
- Орден Святого Владимира 4-й степени (19 марта 1826)[4]
- Орден Святой Анны 2-й степени (30 января 1827); алмазные украшения к ордену (8 февраля 1829)[5]
- Орден Святого Владимира 3-й степени (1 марта 1830)[6][7]
- Перстень с вензелем имени Государя императора (1832)[2]
- Знак отличия за XXV лет беспорочной службы[3]
- Орден Святого Станислава 1-й степени (18 апреля 1837)[2][8]
- Орден Святой Анны 1-й степени (11 апреля 1843); императорская корона к ордену (1 января 1849)[2][9]
- Знак отличия за XXXV лет беспорочной службы (1854)[2]
- Орден Святого Владимира 2-й степени (1855)[2]
- Орден Святого Георгия 4-й степени[2] (за 25 лет выслуги в офицерских чинах, 26 ноября 1856; № 9927 по кавалерскому списку Григоровича — Степанова)
- Орден Белого орла (1861)[2]
- Орден Святого Александра Невского (1867)[2]

Иностранных государств:
- Золотая медаль (1814, королевство Бавария)[2]

## Преподавательская деятельность
При вступлении Медема в число профессоров Военной академии ему пришлось самому создавать курсы своих предметов. Он составил по этим предметам программы и вместе с бароном Зедделером установил практические занятия по тактике. На лекциях по стратегии Медем излагал системы всех известных писателей по этому предмету от Ллойда до Клаузевица, не указывая ни на одну, как на лучшую, а советуя из изучения всех их делать общие выводы и добиваться истины. Его лекции военной истории заключали обзор войн от Тридцатилетней войны до кампании 1815 года.
Военную литературу Медем излагал в виде краткого исторического очерка, дополненного перечнем важнейших сочинений. Громадную работу по созданию совершенно новых курсов Медем исполнил в самый короткий срок, благодаря громадным познаниям, необычному трудолюбию и энергии. Уже в 1836 году он издал «Обозрение известнейших правил и систем стратегии», удостоенное в следующем году половинной Демидовской премии, а в 1837 году выпустил «Руководство к тактике» в двух томах, за что через два года был награждён полной Демидовской премией.

## Деятельность во главе Петербургского цензурного комитета
1 сентября 1860 г. в газете Ф. Т. Стелловского "Русский мир" было опубликовано "Введение" и I глава "Записок из Мертвого дома" Ф. М. Достоевского. Публикация II главы, намеченная 7 сентября, была задержана цензурным комитетом. 14 октября 1860 г. Н. В. Медем писал в Главное управление цензуры: «люди, не развитые нравственно и удерживаемые от преступлении единственно строгостью наказаний» могут счесть описанные Достоевским строгости и кары слишком слабыми.

20 сентября 1860 г. Достоевский от имени редакции "Русского мира" направил Медему письмо с объяснением:
Если причиной недопущения статьи к печати могло служить опасение за впечатление, ведущее к превратному понятию в народе о каторжной жизни, то теперь статья эта имеет целию произвести то впечатление, что несмотря ни на какие облегчения участи каторжных, со стороны правительства, — каторга не перестанет быть нравственной мукой, невольно и неизбежно карающей преступление.
4 ноября 1860 г. Главное управление цензуры позволило печатать главу в исходном виде с учетом общих цензурных требований. Предложенное Достоевским "Дополнение" при жизни писателя не публиковалось.
А. Н. Плещеев свидетельствовал в частном письме 1860 г.: "В Петербурге свирепствует Медем, глухой идиот, который говорит, что надо подавить литературу, иначе будет революция".

## Семья
2 сентября 1827 года женился на Марии Михайловне Балугьянской (1804—1894), дочери статского советника М. А. Балугьянского. В этом браке родилось четверо детей:
- Антонина Николаевна (13.09.1828[13]— ?) — была замужем за А. Х. Капгером.
- Михаил Николаевич (1831—1902) — российский государственный и общественный деятель, действительный тайный советник, сенатор.
- Николай Николаевич (1834—1899) — российский государственный деятель, генерал-лейтенант, варшавский губернатор, сенатор.
- Мария Николаевна (1836—1907) — начальница Екатерининского института, была замужем за генерал-майором Георгием Карловичем фон Бюнтингом (1826—1877).